# Strongylopus bonaespei
Strongylopus bonaespei é uma espécie de anfíbio da família Pyxicephalidae.
É endémica da África do Sul.
Os seus habitats naturais são: florestas temperadas, matagais mediterrânicos, rios e pântanos.
Está ameaçada por perda de habitat.